# Euclimacia flavocincta
Euclimacia flavocincta is een insect uit de familie van de Mantispidae, die tot de orde netvleugeligen (Neuroptera) behoort. 
Euclimacia flavocincta is voor het eerst wetenschappelijk beschreven door Stitz in 1913.